# Claudia Sheinbaum
Claudia Sheinbaum Pardo (Mexico-Stad, 24 juni 1962) is de 66e President van Mexico. Zij is de eerste vrouw die dit ambt bekleedt. Haar termijn loopt van 1 oktober 2024 tot 30 september 2030. 
Behalve politica, is Sheinbaum ook wetenschapper, activiste en schrijfster. Zij was van 5 december 2018 tot 16 juni 2023 hoofd van de regering van Mexico-Stad. Van 2000 tot 2006 was Sheinbaum minister voor Milieubeleid in de regering van Mexico-Stad onder Andrés Manuel López Obrador. Van 2015 tot 2017 was zij burgemeester van Tlalpan. In 2007 was Sheinbaum lid van Intergouvernementele Werkgroep inzake Klimaatverandering.

## Biografie

### Familie
Claudia Sheinbaum Pardo is de tweede dochter uit het huwelijk van scheikundige Carlos Sheinbaum Yoselevitz en biologe Annie Pardo Cemo. Haar (respectievelijk Asjkenazisch en Sefardisch joodse) grootouders emigreerden vanuit Litouwen en Bulgarije naar Mexico. In 1987 trouwde ze met Carlos Imaz Gispert, een van de oprichters van de Partij van de Democratische Revolutie (PRD) en burgemeester van Tlalpan (2003-2004), een positie die hij moest opgeven vanwege het corruptieschandaal met René Bejarano. Het huwelijk werd in 2016 ontbonden. In 2023 trouwde Sheinbaum opnieuw, ditmaal met Jesús Maria Tarriba.

### Academische carrière
Sheinbaum studeerde natuurkunde aan de Nationale Autonome Universiteit van Mexico (UNAM). In 1994 behaalde ze een master in Energietechnologie. In 1995 behaalde Sheinbaum een doctoraat in Milieutechniek met het proefschrift "Tendencias y perspectivas de la energía residencial en México".
In 1995 vertrok Sheinbaum voor vier jaar naar Californië voor haar Ph.D.-onderzoek aan het Lawrence Berkeley Laboratory, met een beurs van de UNAM. Sheinbaum is lid van de Mexicaanse Academie van Wetenschappen.
Sheinbaum heeft een vaste aanstelling als onderzoeker bij de UNAM. In 2007 trad ze toe tot het Intergovernmental Panel on Climate Change van de VN over energie en industrie, als medeauteur  van Mitigation of Climate Change van het Vierde IPCC-rapport . Deze groep ontving in hetzelfde jaar de Nobelprijs voor de Vrede. In 2013 was Sheinbaum, samen met elf andere deskundigen, lead-author van het hoofdstuk over industrie van het vijfde rapport van het IPCC.

## Politieke carrière
Op 20 november 2000 werd Sheinbaum benoemd tot het kabinet van de regering van het Distrito Federal onder leiding van Andrés Manuel López Obrador als verantwoordelijke voor milieubeheer. Ze nam ontslag in mei 2006 om zich bij het campagneteam van López Obrador aan te sluiten als woordvoerder voor de presidentsverkiezingen van 2006. Na de verkiezingen verloren te hebben, werd ze benoemd in de schaduwregering van López Obrador.
Eind 2015 werd Sheinbaum burgemeester van Tlalpan, een functie die ze verliet op 6 december 2017, nadat ze de interne verkiezing van Morena had gewonnen om kandidaat te zijn voor de verkiezing van hoofd van de regering van Mexico-Stad.
In juli 2018 werd ze als eerste vrouw gekozen als hoofd van de regering van Mexico-Stad en de tweede vrouw in de functie, nadat Rosario Robles tussen 1999 en 2000 interim-hoofd was geweest. In juni 2023 legde ze deze functie neer om zich kandidaat te stellen in het interne proces binnen Morena voor de mexicaanse presidentsverkiezingen van 2024. Op 6 september 2023 werd bekendgemaakt dat Sheinbaum het interne proces won en presidentskandidaat zou worden voor de regeringscoalitie van Morena, Partido Verde en Partido de los Trabajadores.. Op 18 februari 2024 werd de kandidatuur van Sheinbaum ingeschreven bij het Nationaal Electoraal Instituut. Op 2 juni 2024 won Sheinbaum de verkiezingen voor President van Mexico voor de periode 2024-2030.

### President van Mexico 2024-2030
Op 1 oktober 2024 begon de ambstermijn van Sheinbaum als 66e President van Mexico. Ze is de eerste vrouw in de geschiedenis die deze positie bekleedt. Sheinbaum leidt een kabinet met ongeveer evenveel partijloze deskundigen als politici van de partij Morena.

## Academische publicaties
Sheinbaum is (mede)auteur van meer dan honderd gespecialiseerde publicaties en twee boeken over de onderwerpen energie, milieu en duurzame ontwikkeling.
- Sheinbaum, C (2008): Milieuproblematiek in Mexico-Stad: Diagnose en beleidservaring 2001-2008[18]

- Gemeinsame Normdatei: 171513762
- Library of Congress Control Number: no2009027678
- ORCID: 0000-0002-7626-7735
- Virtual International Authority File: 201194683
- WorldCat: E39PBJqBkcRpf9Jk3bCw4gFdwC